# 1212 Francette
1212 Francette је астероид. Приближан пречник астероида је 82,13 ,
а средња удаљеност астероида од Сунца износи 3,945 астрономских јединица (АЈ).
Инклинација (нагиб) орбите у односу на раван еклиптике је 7,591 степени, а орбитални период износи 2862,746 дана (7,837 година). Ексцентрицитет орбите астероида износи 0,190.
Апсолутна магнитуда астероида износи 9,54 а геометријски албедо 0,040.
Астероид је откривен 3. децембра 1931. године.